# Henri de Vaujuas-Langan
Pour les articles homonymes, voir Vaujuas-Langan.
Henri de Vaujuas-Langan, né le 11 août 1830 à Bourgneuf-la-Forêt (Mayenne) au château de Fresnay et mort le 13 janvier 1907 à Bourgneuf, est un homme politique français, conseiller général (1871-1907), (président du conseil général (1889-1891) et député de la Mayenne (1885-1889).

## Biographie

### Famille

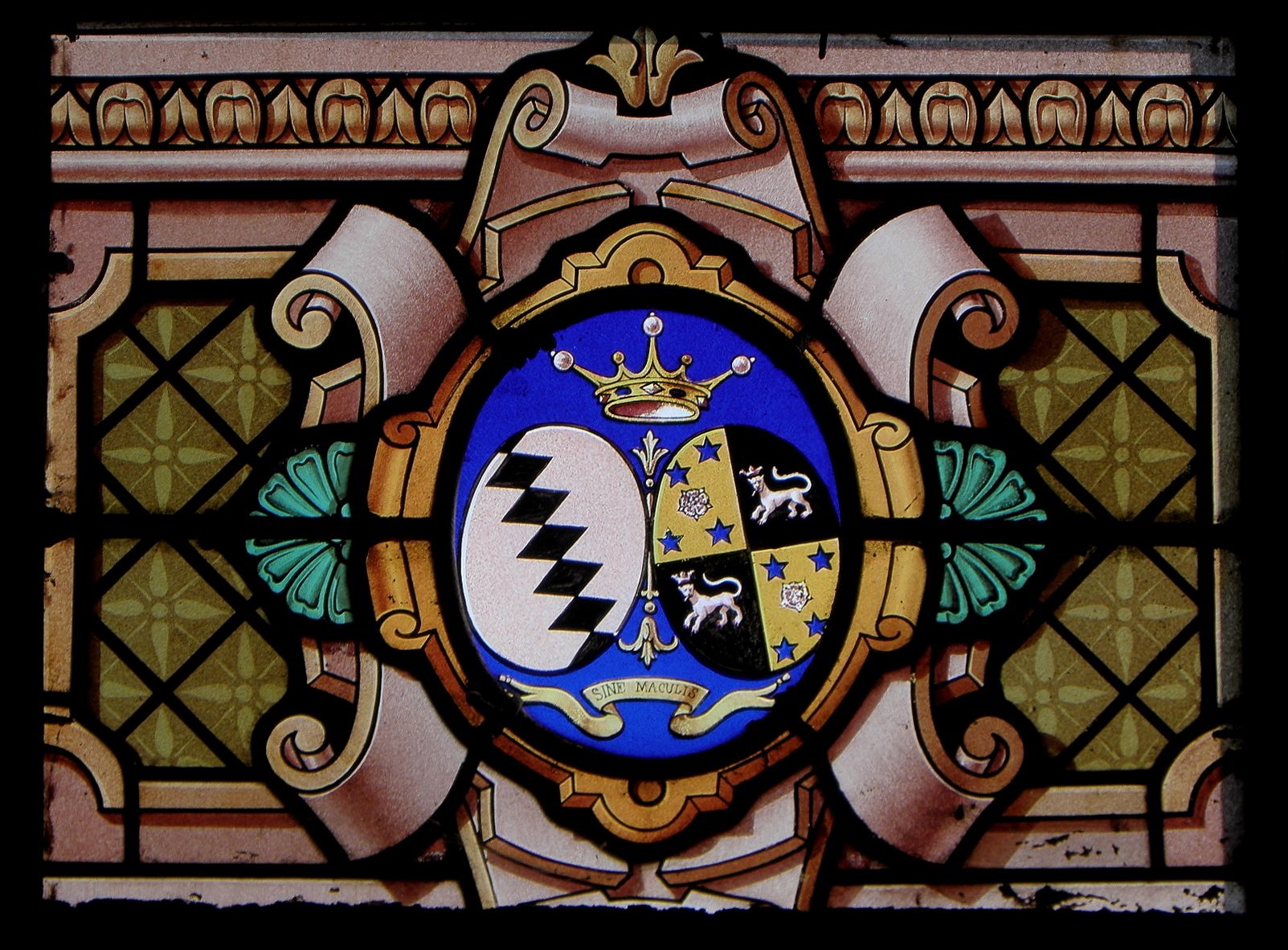
Armes d'alliance des familles Le Bouteiller et Tréton de Vaujuas de Langan à l'Église Saint-Martin de Fleurigné

Membre de la famille Treton de Vaujuas-Langan, il est le fils de Marie Louis de Vaujuas-Langan et de Charlotte de Bailly, fille de Charles Gaspard Élisabeth Joseph de Bailly, député de la Mayenne sous la Seconde Restauration,. Il épouse en 1861 Marie-Anne-Adélaïde-Siméon-Stylite Sioc’han de Kersabiec dont postérité.

### Carrière politique
Propriétaire terrien, il devienbt conseiller général du canton de Loiron, président du conseil général de la Mayenne, maire de la commune de Bourgneuf-la-Forêt (Mayenne).
Il échoue au Élections législatives de 1877 contre Théophile Souchu-Servinière avec 800 voix de minorité. Mais aux Élections législatives de 1885, il  passa le troisième sur cinq au scrutin de liste de 1885 avec une majorité de 10 000 voix sur son plus proche concurrent. Il est élu député de la Mayenne de 1885 à 1889, siégeant à droite, d'abord au parti légitimiste puis à la mort du « comte de Chambord », il s'est rallié aux orléanistes.
Dans le département, dans son canton, il est à l'origine la création ou le soutien des écoles chrétiennes au Bourgneuf, à Beaulieu, à Courbeveille, à la Chapelle-Rainsouin. Par son impulsion et les subsides qui contribuèrent attribué au Comice cantonal, il n'hésita pas à transformer ce dernier en association agricole quand, par une mesure dirigée spécialement contre lui, on supprima les secours et l'organisation officiel. Les courses de Saint-Ouen-des-Toits sont en grande partie son œuvre.